# Élections législatives de 1986 dans l'Isère
Les élections législatives françaises de 1986 ont lieu le 16 mars 1986. Dans le département de l'Isère, neuf députés sont à élire dans le cadre d'un scrutin proportionnel par liste départementale à un seul tour.

## Élus
| Député élu           |  | Parti    |
| -------------------- |  | -------- |
| Alain Carignon       |  | RPR      |
| Georges Colombier    |  | UDF (PR) |
| Alain Moyne-Bressand |  | UDF (PR) |
| Michel Hannoun       |  | RPR      |
| Louis Mermaz         |  | PS       |
| Christian Nucci      |  | PS       |
| Odile Sicard         |  | PS       |
| Bruno Mégret         |  | FN       |
| Jean Giard           |  | PCF      |

Nommé ministre délégué à l'Environnement du gouvernement Chirac II, Alain Carignon est remplacé par Gautier Audinot, suivant de liste.

## Listes en présence

### Extrême gauche (LO)
| N° | Candidats               | Parti | Parti | Principales fonctions        |
| -- | ----------------------- | ----- | ----- | ---------------------------- |
| 01 | Roland Calmel           |       | LO    | Ouvrier dans la chimie       |
| 02 | Gilbert Montel          |       | LO    | Ouvrier de fabrication       |
| 03 | Danièle Mattrel         |       | LO    | Enseignante                  |
| 04 | Roland Bégot            |       | LO    | Ouvrier                      |
| 05 | Madeleine Barnouin      |       | LO    | Employée communale           |
| 06 | Jean Ratte              |       | LO    | Ouvrier                      |
| 07 | Christine Vial          |       | LO    | Agent d'exploitation des PTT |
| 08 | Catherine Brun          |       | LO    | Enseignante                  |
| 09 | Jean-Claude Poissonnier |       | LO    | Technicien                   |
|    |                         |       |       |                              |
| 10 | Élisabeth Thomas        |       | LO    | Enseignante                  |
| 11 | Claude Salesses         |       | LO    | Ouvrier                      |

### Extrême gauche (LCR)
| N° | Candidats          | Parti | Parti | Principales fonctions             |
| -- | ------------------ | ----- | ----- | --------------------------------- |
| 01 | Yannick Vitton-Mea |       | LCR   | Mécanicien outilleur              |
| 02 | Roseline Vachetta  |       | LCR   | Éducatrice                        |
| 03 | Martine Roche      |       | LCR   | Soudeur à Merlin-Gérin            |
| 04 | Bernard Thibaud    |       | LCR   | Urbaniste                         |
| 05 | Yves Del Monte     |       | LCR   | Sapeur-pompier                    |
| 06 | Arlette Tardy      |       | LCR   | Travailleuse sociale en formation |
| 07 | François Atger     |       | LCR   | Contrôleur du travail             |
| 08 | Nadine Doiseau     |       | LCR   | Éducatrice                        |
| 09 | Serge Gonsalez     |       | LCR   | Employé communal                  |
|    |                    |       |       |                                   |
| 10 | Daniel Grappin     |       | LCR   | Enseignant                        |
| 11 | Alain Bos          |       | LCR   | Technicien                        |

### Extrême gauche (MPPT-SM)
| N° | Candidats           | Parti | Parti | Principales fonctions                                     |
| -- | ------------------- | ----- | ----- | --------------------------------------------------------- |
| 01 | Maurice Vial        |       | MPPT  | Technicien Rexor-Paladru                                  |
| 02 | Dominique Mulé      |       | SM    | Ingénieur                                                 |
| 03 | Marie-Line Thévenet |       | MPPT  | Institutrice                                              |
| 04 | Henry Galy          |       | MPPT  | Informaticien, Grenoble                                   |
| 05 | Roland Charton      |       | MPPT  | Conseiller municipal de Bilieu, ouvrier métallurgiste     |
| 06 | Patrick Rouvière    |       | MPPT  | Technicien des PTT                                        |
| 07 | Yves Gérin-Monbrun  |       | MPPT  | Instituteur, Fontaine                                     |
| 08 | Marc Lakomy         |       | MPPT  | Contrôleur des PTT, Saint-Martin-d'Hères                  |
| 09 | Robert Lachazette   |       | MPPT  | Technicien CENG, Seyssinet                                |
|    |                     |       |       |                                                           |
| 10 | Jean-Pierre Doujon  |       | MPPT  | Enseignant à la faculté de sciences économiques, Grenoble |
| 11 | Maurice Colliat     |       | MPPT  | Enseignant spécialisé, Grenoble                           |

### Parti communiste français
| N° | Candidats           | Parti | Parti | Principales fonctions                                                                            |
| -- | ------------------- | ----- | ----- | ------------------------------------------------------------------------------------------------ |
| 01 | Jean Giard          |       | PCF   | Conseiller régional et conseil municipal de Grenoble, collaborateur parlementaire                |
| 02 | Gilbert Biessy      |       | PCF   | Conseiller général du Canton d'Échirolles-Ouest et maire d'Échirolles, technicien                |
| 03 | Marie-France Blanc  |       | PCF   | Ouvrière de l'habillement, Corbelin                                                              |
| 04 | Yannick Boulard     |       | PCF   | Conseiller général du Canton de Fontaine-Sassenage et maire de Fontaine, tourneur                |
| 05 | Marcel Berthouard   |       | PCF   | Technicien Rhône-Poulenc Roussillon                                                              |
| 06 | Madeleine Barathieu |       | PCF   | Conseillère générale et adjointe au maire de Saint-Martin-d'Hères, directrice de centre social   |
| 07 | Robert Veyret       |       | PCF   | Conseiller général du Canton de Rives et maire de Saint-Jean-de-Moirans, chef de section des PTT |
| 08 | Jean Lozier         |       | PCF   | Maire de Susville, mineur de fond                                                                |
| 09 | Roger Cohard        |       | PCF   | Ouvrier métallurgiste aux Aciers d'Allevard, Pontcharra                                          |
|    |                     |       |       |                                                                                                  |
| 10 | Anne-Marie Clavel   |       | PCF   | Professeur, Saint-Martin-d'Hères                                                                 |
| 11 | Michel Bacconnier   |       | PCF   | Maire de Saint-Quentin-Fallavier, artisan garagiste                                              |

### Parti socialiste
| N° | Candidats              | Parti | Parti | Principales fonctions |
| -- | ---------------------- | ----- | ----- | --- |
| 01 | Louis Mermaz           |       | PS    | Député sortant, président de l'Assemblée nationale, conseiller général du Canton de Vienne-Nord et maire de Vienne, professeur agrégé d'histoire |
| 02 | Christian Nucci        |       | PS    | Ministre délégué à la Coopération et au Développement, conseiller général du Canton de Beaurepaire et maire de Beaurepaire, professeur           |
| 03 | Odile Sicard           |       | PS    | Députée sortante et conseillère régionale, assistante sociale                                                                                    |
| 04 | Bernard Montergnole    |       | PS    | Député sortant, ancien adjoint au maire d'Échirolles, enseignant                                                                                 |
| 05 | René Bourget           |       | PS    | Député sortant et conseiller général du Canton de Roussillon, adjoint au maire de Péage-de-Roussillon, chirurgien dentiste                       |
| 06 | Maurice Puissat        |       | PS    | Conseiller général du Canton de Monestier-de-Clermont et maire de Miribel-Lanchâtre, agriculteur                                                 |
| 07 | Jean Bourdier          |       | PS    | Maire de La Tour-du-Pin, inspecteur central des Impôts                                                                                           |
| 08 | Christine Cardin       |       | PS    | Commerçante, Corps |
| 09 | Michel Destot          |       | PS    | Conseiller général du Canton de Grenoble-3, ingénieur                                                                                            |
|    |                        |       |       | |
| 10 | Pierre Bon             |       | PS    | Maire de Poisat, ingénieur |
| 11 | Jean-François Delahais |       | PS    | Maire de Saint-Egrève, technicien |

### Les Verts
| N° | Candidats             | Parti | Parti | Principales fonctions                                    |
| -- | --------------------- | ----- | ----- | -------------------------------------------------------- |
| 01 | René Commandeur       |       | LV    | Professeur de philosophie                                |
| 02 | Alain Beltrami        |       | LV    | Enseignant                                               |
| 03 | Sylvie Caillat        |       | LV    | Secrétaire                                               |
| 04 | Dominique Venturini   |       | LV    | Artisan, conseiller municipal de Voiron                  |
| 05 | Gilberte Michel       |       | LV    | Programmeur                                              |
| 06 | Jean-Paul Biessy      |       | LV    | Instituteur, conseiller municipal de Notre-Dame-de-Vaulx |
| 07 | Yves Cros             |       | LV    | Enseignant chercheur                                     |
| 08 | Robert Levy           |       | LV    | Apiculteur                                               |
| 09 | Dominique Vuitton     |       | LV    | Employée MJC                                             |
|    |                       |       |       |                                                          |
| 10 | Pierre Vexliard       |       | LV    | Cinéaste                                                 |
| 11 | Yves-Charles Le Balle |       | LV    | Étudiant                                                 |

### Divers gauche (ASD-MDD)
| N° | Candidats             | Parti | Parti | Principales fonctions                                     |
| -- | --------------------- | ----- | ----- | --------------------------------------------------------- |
| 01 | Michel Batany         |       | DVG   | Ingénieur en informatique                                 |
| 02 | Marcelle Boudias      |       | DVG   | Conseillère pédagogique, adjointe au maire de Voiron      |
| 03 | Sarah Marcu-Canonge   |       | DVG   | Étudiante                                                 |
| 04 | Jean-François Lambert |       | DVG   | Gérant de société                                         |
| 05 | Pierre Regottaz       |       | DVG   | Professeur de géographie                                  |
| 06 | Arlette Gervasi       |       | DVG   | Psychologue                                               |
| 07 | Pierre Gailleton      |       | DVG   | Retraité, conseiller municipal de Saint-Quentin-Fallavier |
| 08 | Jérôme Marchal        |       | DVG   | Ingénieur en aéronautique                                 |
| 09 | Geneviève Rinchet     |       | DVG   | Exploitante agricole                                      |
|    |                       |       |       |                                                           |
| 10 | Ludmilla de Wendau    |       | DVG   | Attachée de presse                                        |
| 11 | Daniel Fanchon        |       | DVG   | Géomètre expert, conseiller municipal de Bourgoin-Jallieu |

### Opposition (RPR-UDF-PR)
| N° | Candidats                   | Parti | Parti    | Principales fonctions |
| -- | --------------------------- | ----- | -------- | --- |
| 01 | Alain Carignon              |       | RPR      | Député européen, conseiller général du Canton de Grenoble-4, président du conseil général et maire de Grenoble, ancien cadre de la Chambre de commerce et d'industrie de Grenoble |
| 02 | Georges Colombier           |       | UDF-PR   | Conseiller général du Canton de Saint-Jean-de-Bournay et maire de Meyrieu-les-Étangs, salarié de l'industrie                                                                      |
| 03 | Alain Moyne-Bressand        |       | UDF-PR   | Conseiller général du Canton de Crémieu, vice-président du conseil général et maire de Crémieu, gérant d'entreprise                                                               |
| 04 | Michel Hannoun              |       | RPR      | Conseiller général du Canton de Voiron et maire de Voreppe, médecin |
| 05 | Gautier Audinot             |       | UDF-PSD  | Chef d'entreprise et président du conseil de surveillance du Dauphiné Libéré |
| 06 | Jean-Guy Cupillard          |       | RPR      | Conseiller général du Canton du Bourg-d'Oisans et maire de l'Alpe d'Huez, notaire                                                                                                 |
| 07 | Michèle Bacci               |       | UDF-PR   | Conseillère générale du Canton de l'Isle-d'Abeau et conseillère municipale de Villefontaine, cadre dirigeant                                                                      |
| 08 | Richard Cazenave            |       | RPR      | Directeur d'une société d'économie mixte |
| 09 | Philippe Langenieux-Villard |       | RPR      | Adjoint au maire d'Allevard-les-Bains, directeur de l'information de la mairie de Grenoble                                                                                        |
|    |                             |       |          | |
| 10 | Monique Sacchi-Meunier      |       | UDF-Rad. | Conseillère municipale déléguée de Grenoble, avocate |
| 11 | Jacques Remiller            |       | UDF-PR   | Conseiller général du Canton de Vienne-Sud et maire de Jardin, cadre de banque |

### Opposition (CNI-DVD)
| N° | Candidats             | Parti | Parti | Principales fonctions                                         |
| -- | --------------------- | ----- | ----- | ------------------------------------------------------------- |
| 01 | Jean-François Knipper |       | CNI   | Cadre commercial supérieur                                    |
| 02 | Jean Bernard          |       | CNI   | Agriculteur retraité, maire de Plan                           |
| 03 | Brahim Sadouni        |       | CNI   | Soudeur                                                       |
| 04 | Yves Graillat         |       | CNI   | Médecin, adjoint au maire de Voiron                           |
| 05 | Alice Mitzner         |       | CNI   | Agent commercial                                              |
| 06 | Marc Laugt            |       | CNI   | Docteur en chirurgie dentaire, adjoint au maire de Roussillon |
| 07 | Anne-Marie Bouvier    |       | CNI   | Juriste                                                       |
| 08 | Alain Galland         |       | CNI   | Cadre supérieur                                               |
| 09 | Jean-François Viallon |       | CNI   | Directeur de presse                                           |
|    |                       |       |       |                                                               |
| 10 | Martine-Magali Glé    |       | CNI   | Commerçante                                                   |
| 11 | Odette Fagot          |       | CNI   | Commerçante retraitée                                         |

### Divers droite
| N° | Candidats               | Parti | Parti | Principales fonctions                         |
| -- | ----------------------- | ----- | ----- | --------------------------------------------- |
| 01 | Dominique Crenn         |       | DVD   | Ancienne attachée parlementaire               |
| 02 | Michèle Alleau          |       | DVD   | Conseillère municipale de Saint-Ismier        |
| 03 | Philippe Gayet          |       | DVD   | Directeur d'hôpital                           |
| 04 | Ariane Brunier          |       | DVD   | Conseillère municipale de Saint-Égrève        |
| 05 | Jean-Philippe Quenderff |       | DVD   | Gérant de société                             |
| 06 | Valérie Benoit          |       | DVD   | Femme au foyer                                |
| 07 | Colette Dellerie        |       | DVD   | Adjointe au maire de Claix, comptable         |
| 08 | Josette Bourg           |       | DVD   | Directrice de résidences pour personnes âgées |
| 09 | Catherine Lecœur        |       | DVD   | Secrétaire                                    |
|    |                         |       |       |                                               |
| 10 | Marie-Thérèse Mabille   |       | DVD   | Représentante                                 |
| 11 | Arlette Velasco         |       | DVD   | Sans emploi                                   |

### Divers droite (Libéral)
| N° | Candidats            | Parti | Parti | Principales fonctions         |
| -- | -------------------- | ----- | ----- | ----------------------------- |
| 01 | Jean-Louis Pronost   |       | DVD   | Cadre administratif           |
| 02 | Pierre Juan          |       | DVD   | Juriste                       |
| 03 | Anne-Marie Roumieux  |       | DVD   | Agent administratif           |
| 04 | Pascal Martelon      |       | DVD   | Directeur de société          |
| 05 | Claude Tiget         |       | DVD   | Agent technique               |
| 06 | Michèle Aymoz        |       | DVD   | Agent administratif           |
| 07 | Patrick Barone       |       | DVD   | Cadre                         |
| 08 | Anne Dellac          |       | DVD   | Externe des hôpitaux de Paris |
| 09 | Chantal Meilland-Rey |       | DVD   | Rédactrice                    |
|    |                      |       |       |                               |
| 10 | Lucie Osbert         |       | DVD   | Retraitée                     |
| 11 | Pierre Brass         |       | DVD   | Retraité militaire            |

### Extrême droite (FN)
| N° | Candidats            | Parti | Parti | Principales fonctions                                          |
| -- | -------------------- | ----- | ----- | -------------------------------------------------------------- |
| 01 | Bruno Mégret         |       | FN    | Haut fonctionnaire, ingénieur des Ponts et Chaussées           |
| 02 | Hugues Petit         |       | FN    | Enseignant à la Faculté de Droit                               |
| 03 | Philippe Tournier    |       | FN    | Chef d'entreprise industrielle                                 |
| 04 | Françoise Maillefert |       | FN    | Mère de famille                                                |
| 05 | Yves Niek            |       | FN    | Cadre commercial, conseiller municipal de Saint-Martin-d'Hères |
| 06 | Louis Jarlan         |       | FN    | Policier retraité                                              |
| 07 | Daniel Gouillon      |       | FN    | Ouvrier électricien                                            |
| 08 | Maurice Lançon       |       | FN    | Chirurgien dentiste                                            |
| 09 | Janine Koch          |       | FN    | Secrétaire                                                     |
|    |                      |       |       |                                                                |
| 10 | Henry Després        |       | FN    | Agent immobilier                                               |
| 11 | Georges Girard       |       | FN    | Gérant de sociétés                                             |

### Extrême droite (FON/FN diss.)
| N° | Candidats                 | Parti | Parti | Principales fonctions      |
| -- | ------------------------- | ----- | ----- | -------------------------- |
| 01 | Jean-Claude Arabian       |       | FON   | Cadre administratif        |
| 02 | Yvette Serrière           |       | FON   | Mère de famille            |
| 03 | Jean-Charles Pierre       |       | FON   | Garagiste                  |
| 04 | Georges Faure             |       | FON   | Cadre commercial           |
| 05 | Jean-Michel Charrat       |       | FON   | Chef de groupe industrie   |
| 06 | Jean-Claude Petitjean     |       | FON   | Monteur télécommunications |
| 07 | Dominique Cintolesi       |       | FON   | Chauffeur                  |
| 08 | Josette Ginfray           |       | FON   | Comptable                  |
| 09 | Josée Cuissot             |       | FON   | Mère de famille            |
|    |                           |       |       |                            |
| 10 | Françoise Moreeuw         |       | FON   | Secrétaire                 |
| 11 | Danielle Colonel-Bertrand |       | FON   | Surveillante d'immeubles   |

## Résultats

### Résultats à l'échelle du département
| Liste Parti politique | Liste Parti politique                                                                                             | Tête de liste         | Tour unique | Tour unique | Sièges |
| Liste Parti politique | Liste Parti politique                                                                                             | Tête de liste         | Voix        | %           | Sièges |
| --------------------- | --- | --------------------- | ----------- | ----------- | ------ |
|                       | Chances pour l'Isère - Union de l'opposition Rassemblement pour la République (UDF - PL)                          | Alain Carignon        | 172 923     | 38,62       | 4      |
|                       | Pour une majorité de progrès avec le président de la République Parti socialiste                                  | Louis Mermaz          | 159 428     | 35,61       | 3      |
|                       | Liste de Rassemblement national présentée par le Front national Front national                                    | Bruno Mégret          | 45 406      | 10,14       | 1      |
|                       | Liste présentée par le Parti communiste français Parti communiste français                                        | Jean Giard            | 41 841      | 9,34        | 1      |
|                       | Verts Isère Écologie Les Verts                                                                                    | René Commandeur       | 10 024      | 2,24        | 0      |
|                       | Liste Lutte ouvrière Lutte ouvrière                                                                               | Roland Calmel         | 3 473       | 0,77        | 0      |
|                       | D'abord les Français Extrême droite (Front d'opposition national)                                                 | Jean-Claude Arabian   | 3 247       | 0,72        | 0      |
|                       | Liste CNIP - L'Alliance « Soyons France » Centre national des indépendants (Divers droite)                        | Jean-François Knipper | 2 878       | 0,64        | 0      |
|                       | Objectif + pour l'opposition Divers droite                                                                        | Dominique Crenn       | 2 871       | 0,64        | 0      |
|                       | Rassemblement des démocrates Divers gauche (ASD - MDD)                                                            | Michel Batany         | 1 904       | 0,42        | 0      |
|                       | Liste du Mouvement pour un parti des travailleurs Isère Extrême gauche (Mouvement pour un parti des travailleurs) | Maurice Vial          | 1 563       | 0,35        | 0      |
|                       | Union pour une liste libérale Divers droite (Libéral)                                                             | Jean-Louis Pronost    | 1 316       | 0,29        | 0      |
|                       | Liste LCR Ligue communiste révolutionnaire                                                                        | Yannick Vitton-Mea    | 827         | 0,18        | 0      |
|                       | |                       |             |             |        |
| Inscrits              | Inscrits | Inscrits              | 598 230     | 100,00      | 9      |
| Abstentions           | Abstentions | Abstentions           | 134 219     | 22,43       |        |
| Votants               | Votants | Votants               | 464 011     | 77,56       |        |
| Blancs et nuls        | Blancs et nuls | Blancs et nuls        | 16 310      | 3,51        |        |
| Exprimés              | Exprimés | Exprimés              | 447 701     | 96,48       |        |